# Lordsburg
Lordsburg är administrativ huvudort i Hidalgo County i New Mexico. Enligt 2020 års folkräkning hade Lordsburg 2 335 invånare.